# Пятихатский элеватор
Пятихатский элеватор (укр. П'ятихатський елеватор) — предприятие пищевой промышленности в городе Пятихатки Пятихатского района Днепропетровской области.

## История
В 1928 году в Пятихатках был построен элеватор ёмкостью 30 тыс. тонн зерна.
В ходе боевых действий Великой Отечественной войны и немецкой оккупации города (с 13 августа 1941 до 19 октября 1943) элеватор пострадал, но в дальнейшем был восстановлен и реконструирован.
После провозглашения независимости Украины элеватор перешёл в ведение министерства сельского хозяйства и продовольствия Украины.
В марте 1995 года Верховная Рада Украины внесла элеватор в перечень предприятий, приватизация которых запрещена в связи с их общегосударственным значением.
После создания в августе 1996 года государственной акционерной компании «Хлеб Украины» было принято решение о реорганизации элеватора в открытое акционерное общество, при этом контрольный пакет в размере 51% акций был передан ГАК «Хлеб Украины».
В ноябре 1997 года Кабинет министров Украины утвердил решение о приватизации элеватора.
В октябре 2008 года имела место попытка рейдерского захвата предприятия. В это время Пятихатский элеватор по основным производственным показателям занимал второе место среди элеваторов Днепропетровской области и девятое место - среди всех элеваторов на территории Украины, он также являлся одним из крупнейших налогоплательщиков Пятихатского района.
В дальнейшем, элеватор был преобразован в общество с ограниченной ответственностью.

## Современное состояние
Основной функцией предприятия является хранение зерновых и масличных культур (в основном, пшеницы и семян подсолнечника).
Ёмкость элеватора составляет свыше 80 тыс. тонн.